# Elisabeth Dmitrieff
Elisabeth Dmitrieff (en rus: Елизавета Дмитриева, Elizaveta Dmitrieva), de naixement Elizaveta Loukinitcha Koucheleva (en russe: Елизавета Лукинична Кушелева), nascuda l'1 de novembre de 1851 a Volok, a l'óblast de Pskov (Rússia) i morta el 1910 (o 1918 segons les fonts), es va dedicar a la política i va ser una militant socialista. Va participar en la Comuna de París de 1871.

## Biografia
Filla il·legítima d'un oficial tsarista, Elisabeth Dmítriev va néixer el 1851 a l'óblast de Pskov. Milità molt jove en els cercles socialistes de Sant Petersburg. El 1868, va emigrar a Suïssa, on va participar en la fundació de la secció russa de la Internacional Obrera (fundada a Londres el 1864). Delegada a Londres, s'uneix a Karl Marx qui l'envia en missió d'informació a París el març de 1871, com a representant del Consell General de la Internacional.
Als vint anys, es va convertir amb Nathalie Lemel, en una de les animadores més actives de la Unió de Dones per a la Defensa de París i cura als ferits (fundada l'11 d'abril de 1871 a la Sala Larched, al 79 de la rue du Temple). Membre del Comitè Central de la Unió de Dones, s'ocupa principalment de qüestions polítiques, especialment l'organització de tallers cooperatius. Ella participa activament en les barricades del Faubourg Saint-Antoine, a la lluita de carrer de la setmana sagnant (21-28 de maig de 1871).
No és clar com s'ho va arreglar per escapar de les tropes de Versalles, fugir de França i tornar a Rússia l'octubre de 1871. Es casà amb un pres polític, per tal d'evitar la pena de mort. El va seguir a l'exili a Sibèria, on acabà els seus dies el 1910.

## Memòria
A París, per resolució del 27 de març de 2006 el consell de districte, va prendre la decisió de donar a una plaça del 3r districte el nom d'Elizabeth Dmitrieff. Aquesta plaça, a la cruïlla del carrer Rue du Temple i la rue de Turbigo és un petit terraplè on hi ha l'entrada a l'estació de metro de Temple. Va ser inaugurada el dijous 8 de març 2007, amb motiu del Dia Internacional de la Dona, el mateix dia que les places de Nathalie Lemel i Renée Vivien, també al 3r districte.

## Font
- Bernard Noël, Dictionnaire de la Commune - Flammarion col. Champs, 1978.